# 因比图巴
因比图巴是巴西圣卡塔琳娜州的一个市镇。总面积185平方公里，总人口36231人，人口密度195.8人/平方公里。